# پروانس
پروانس (تلفظ فرانسوی: [pʁɔ.vɑ̃s]؛ گویش پروانسی: Provença) یک ناحیه جغرافیایی و سابقاً یک استان در جنوب شرقی فرانسه است که به رود رون از غرب و مرز ایتالیا از شرق و دریای مدیترانه محدود می‌شود.
پروانس اکنون در یکی از ناحیه‌های فرانسه که پروانس آلپ-کوت دازور، قرار دارد محدود است و شامل شهرستان‌های فرانسه ور، بوش دو رون، آلپ-دو-اوت-پرووانس و بخش‌هایی از آلپ-ماریتیم و وکلوز می‌باشد.

## تاریخ
پروانس در دوران باستان توسط یونانی‌ها و سپس رومی‌ها اشغال شد و اولین استان رومی خارج از ایتالیا بود. این منطقه در طول تاریخ شاهد حکومت‌های مختلفی از جمله ویزیگوت‌ها، فرانک‌ها و پادشاهان مستقل بوده است. در سال ۱۴۸۱، پروانس به پادشاهی فرانسه ملحق شد.

## جغرافیا
پروانس شامل بخش‌های متنوعی از جمله کوهستان‌ها، دشت‌ها، سواحل و رودخانه‌ها می‌شود. کوه‌های آلپ در شمال و شرق این منطقه قرار دارند. رودخانه رون، که از شمال به جنوب جریان دارد، نقش مهمی در آبیاری و کشاورزی منطقه ایفا می‌کند. سواحل مدیترانه در جنوب پروانس، با آب و هوای معتدل و مناظر زیبا، از جاذبه‌های گردشگری این منطقه محسوب می‌شوند.

## فرهنگ
پروانس به خاطر فرهنگ غنی و سنت‌های خاص خود مشهور است. زبان پروانسالی، گویش محلی این منطقه، با زبان فرانسوی متفاوت است. غذاهای پروانسالی، با استفاده از روغن زیتون، سبزیجات تازه و ادویه‌جات معطر، شهرت جهانی دارند. نقاشان مشهوری مانند ون گوگ و سزان از مناظر و طبیعت پروانس الهام گرفته‌اند.

## اقتصاد
گردشگری یکی از منابع اصلی درآمد پروانس است. مناظر زیبا، سواحل آفتابی، شهرهای تاریخی و روستاهای دل‌انگیز گردشگران زیادی را به این منطقه جذب می‌کنند. کشاورزی نیز در اقتصاد پروانس نقش مهمی دارد. این منطقه به خاطر تولید محصولاتی مانند روغن زیتون، اسطوخودوس، میوه و سبزیجات معروف است.

## شهرهای مهم
- مارسی (Marseille): بزرگ‌ترین شهر پروانس و دومین شهر بزرگ فرانسه
- اکس-آن-پرووانس (Aix-en-Provence): شهری تاریخی با معماری معروف و فرهنگ غنی
- اوینیون (Avignon): شهری با تاریخ پاپ و پل معروف آوینیون
- نیس (Nice): شهری ساحلی در منطقه کوت دازور با سواحل گردشگری و آب و هوای معتدل

## جاذبه‌های گردشگری
- پارک ملی کالنک (Calanques National Park): با صخره‌های بلند، خلیج‌های پنهان و آب‌های فیروزه‌ای
- مزارع اسطوخودوس: با عطر و رنگ بنفش خاص خود در تابستان
- روستاهای پروانسالی: با خانه‌های سنگی، خیابان‌های باریک
- موزه‌ها و گالری‌های هنری: با آثار هنرمندان مشهور مانند ون گوگ و سزان

## نگارخانه

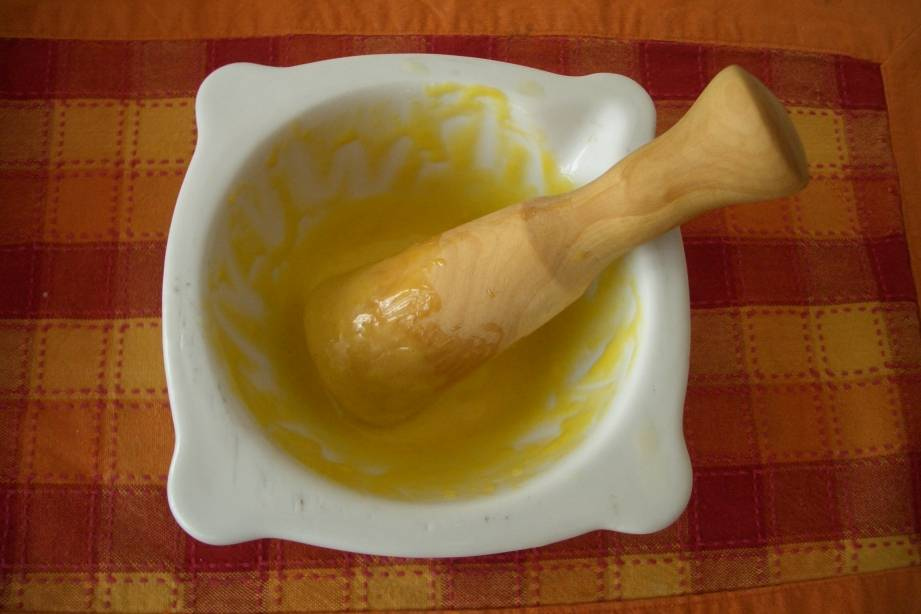
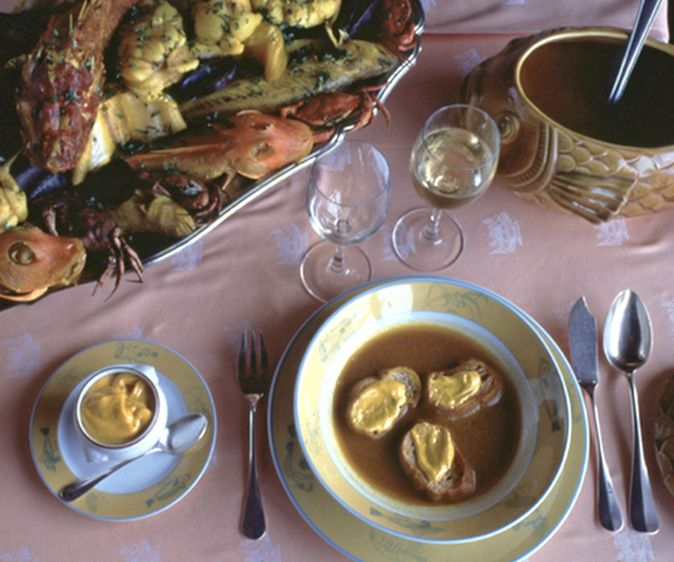
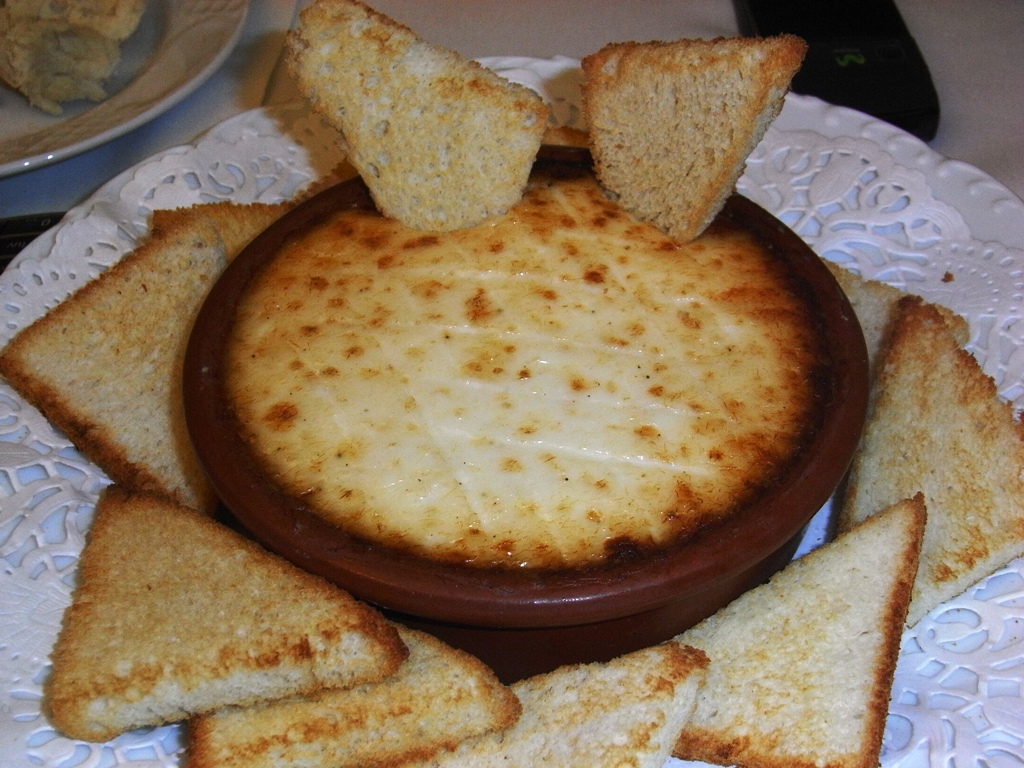
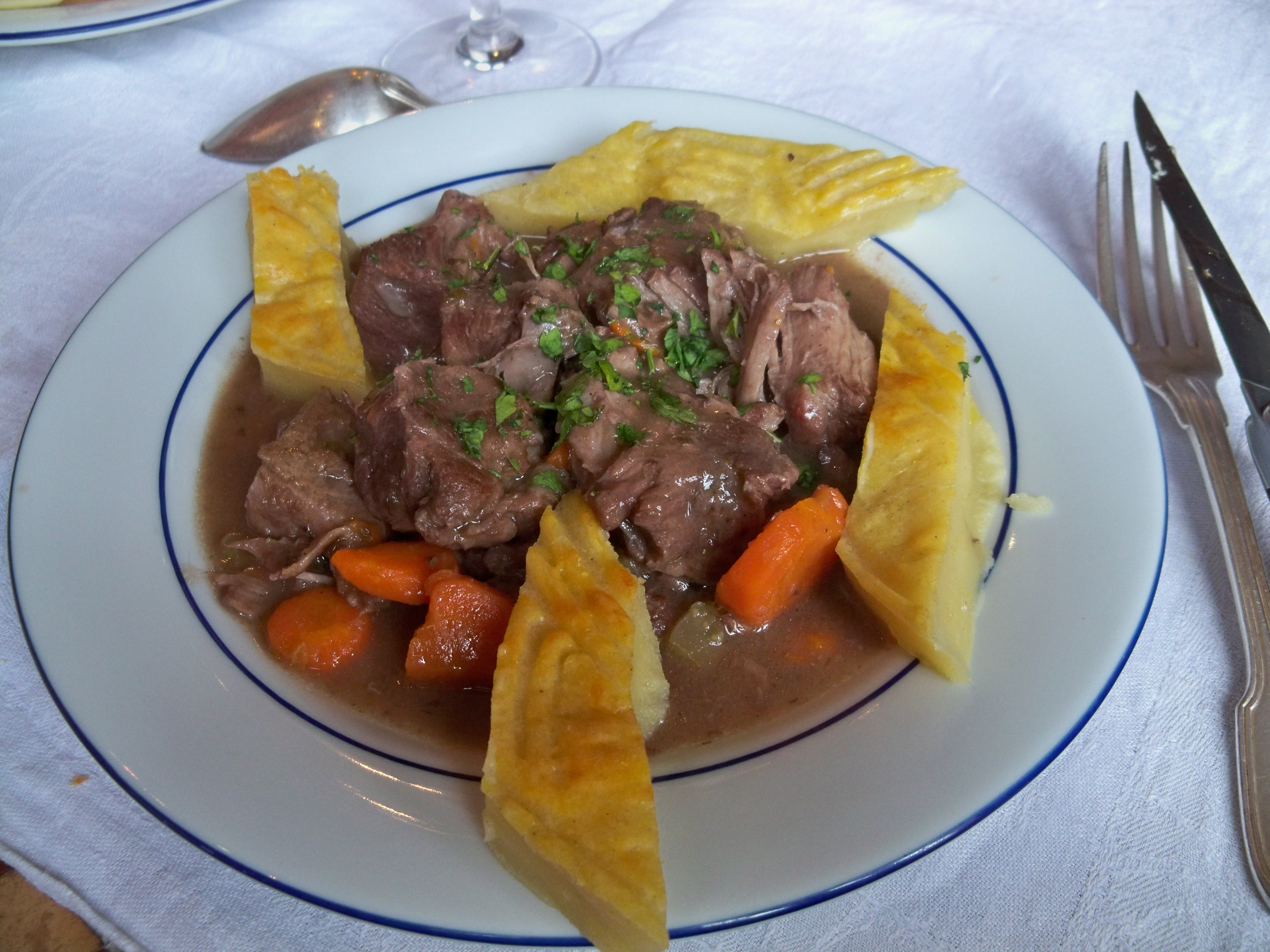
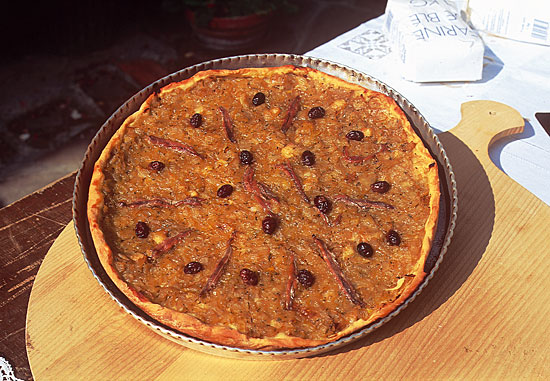
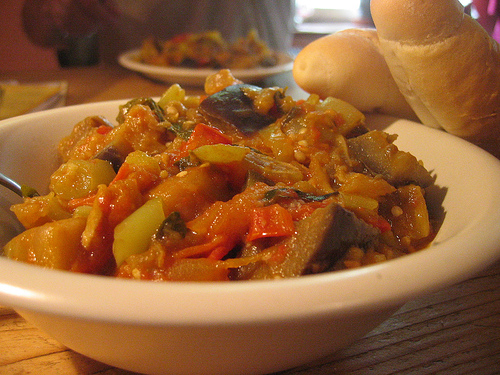
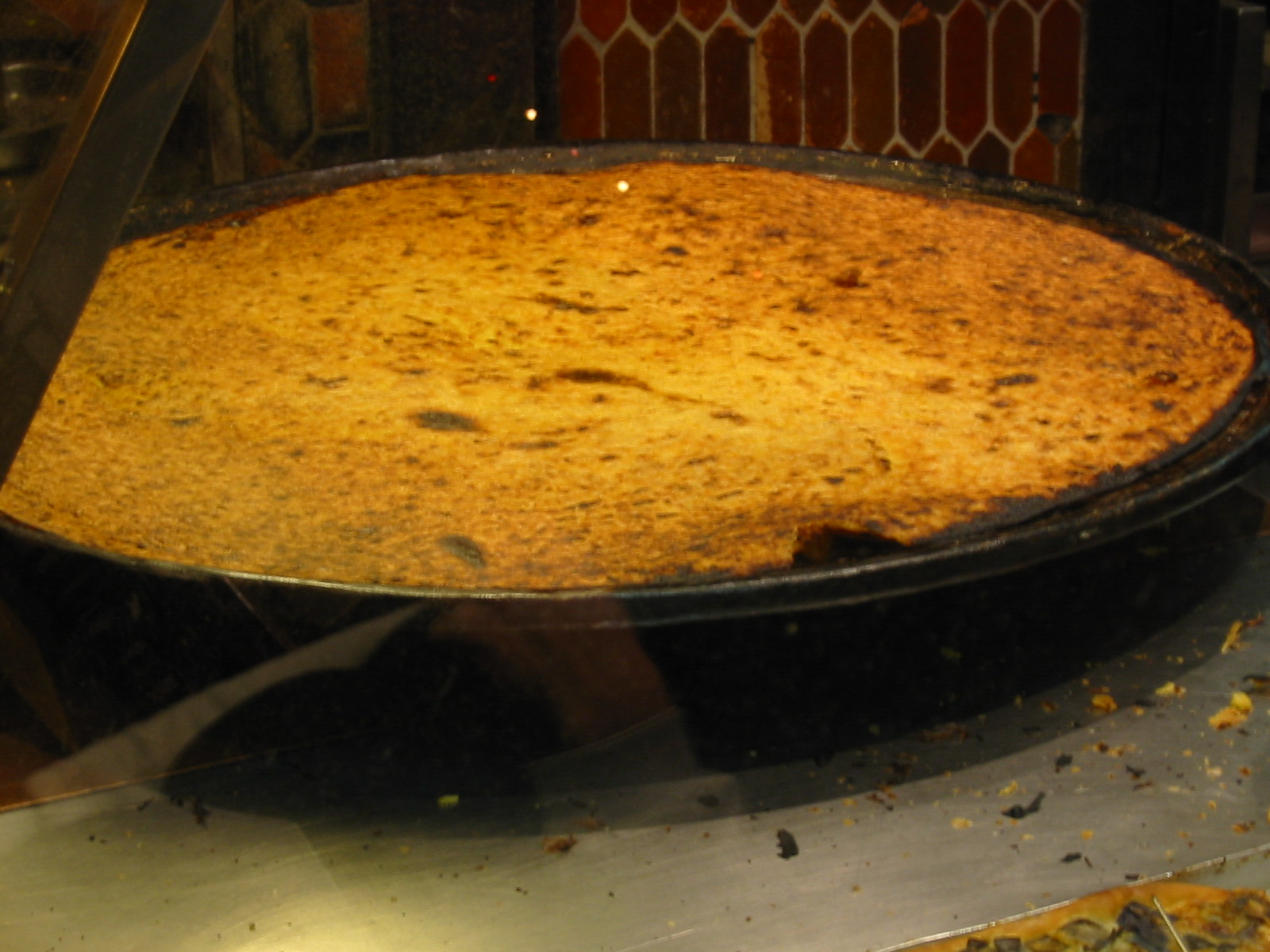
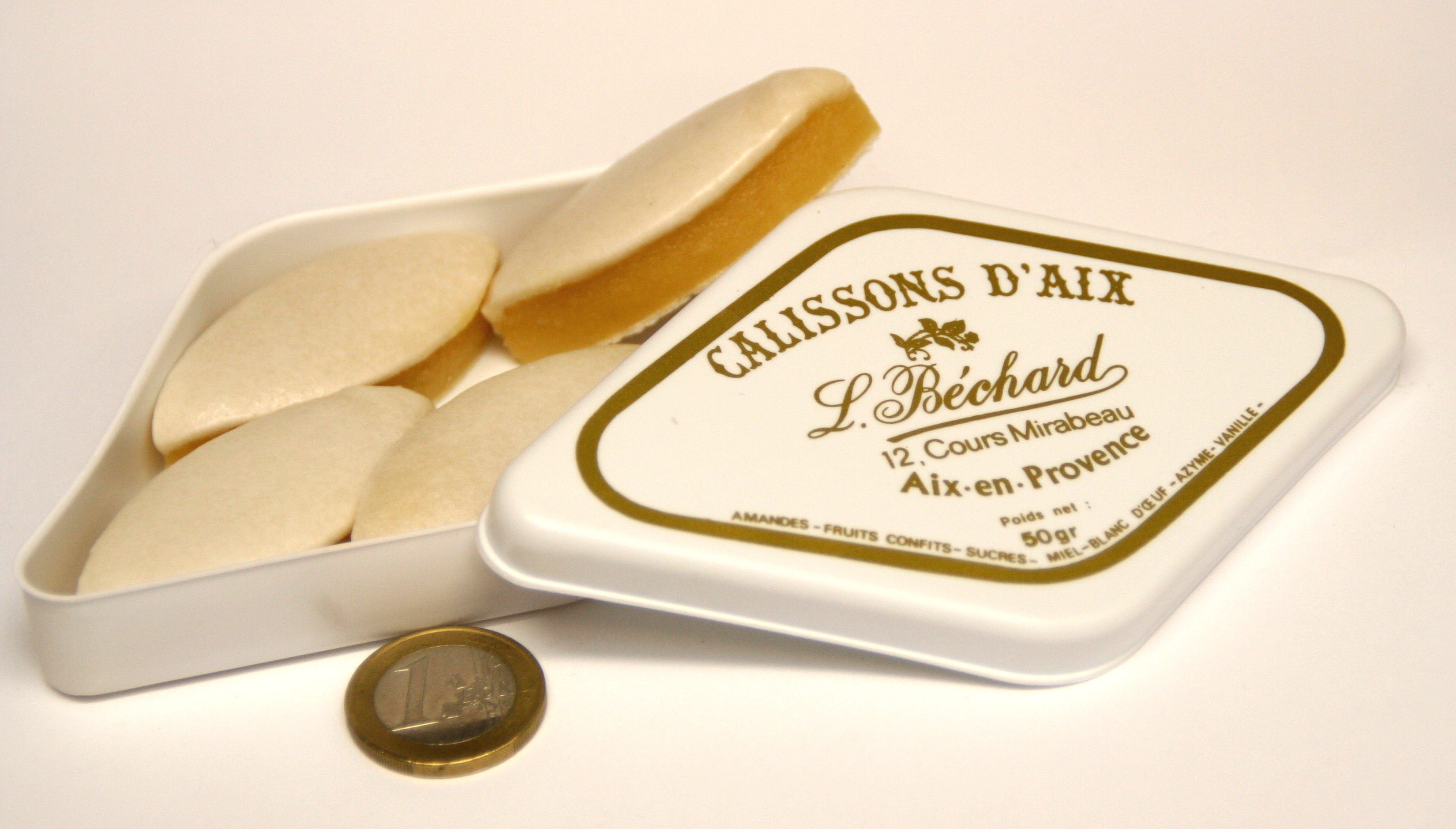